# تولغا أوبراك
تولغا أوبراك (بالتركية: Tolga Uprak)‏ مواليد 17 أكتوبر 1980، هو متسابق دراجات نارية تركي. نافس في بطولة العالم للسوبربايك.

## روابط خارجية
- تولغا أوبراك على موقع WorldSBK.com (الإنجليزية)